# Mary FitzAlan
Mary FitzAlan, duchesse de Norfolk (1540 - 25 août 1557) est une traductrice anglaise.

## Biographie
Mary est la plus jeune fille d'Henry FitzAlan, comte d'Arundel et de sa première épouse Katherine Grey, ce qui fait d'elle la cousine germaine de Jeanne Grey. Son seul frère étant décédé prématurément, Mary et sa sœur aînée, Jane FitzAlan, deviennent cohéritières du comté de leur père. Les deux sœurs reçoivent une excellente éducation. Plusieurs de ses traductions du grec au latin ont été conservées.
Mary est la première épouse de Thomas Howard, 4e duc de Norfolk, qu'elle épouse en 1555 . Ils ont un fils, Philip Howard, comte d'Arundel, né l'année suivante. Mary meurt huit semaines après la naissance de Philip à Arundel House. Elle est inhumée le 1er septembre 1557 à St Clement Danes.
À la mort de son père en 1580, le comté d'Arundel passe à son fils, Jane FitzAlan étant déjà décédée.